# Гроне
Гроне (итал. Grone) — коммуна в Италии, находится в регионе Ломбардия, в провинции Бергамо.
Население составляет 731 человек (2008), плотность населения составляет 104 чел./км². Занимает площадь 7 км². Почтовый индекс — 24060. Телефонный код — 035.
В коммуне 8 сентября особо празднуется Рождество Пресвятой Богородицы.

## Демография
Динамика населения:

## Администрация коммуны
- Официальный сайт: http://www.comune.grone.bg.it/